# Enjoy Santiago
Enjoy Santiago o Enjoy Los Andes, es un casino de juego en Chile, ubicado en la comuna de Rinconada de Los Andes, en la Región de Valparaíso. El casino cuenta con 1921 posiciones de juego. Posee 55 mesas de juego, 100 posiciones de bingo y 1398 máquinas de azar.